# Svet nad Rossiej
Svet nad Rossiej (Свет над Россией) è un film del 1947 diretto da Sergej Iosifovič Jutkevič.